# TZM-T
TZM-T (index GBTU - Object 563) - est un tracteur d'artillerie de logistique militaire d'approvisionnement en munitions Russe du système de lance-roquettes multiple TOS-1 qui a été mis en service en 2001.

## Caractéristiques
Créé sur la base du char de combat principal T-72A. Il est capable de transporter 24 roquettes pour le TOS-1 et dispose d'une grue hydraulique capable de soulever 1 tonne pour aider au rechargement du véhicule. Lors du transport les roquettes sont transportées dans deux paniers à roquettes blindés de 12 roquettes chacun. En plus des roquettes les opérateurs ont la possibilité d'emporter un réservoir de carburant supplémentaire d'une capacité de 400 l pour aider au réapprovisionnement du TOS-1. Le TZM-T peut également être équipé d'une lame de bulldozer pour préparer des positions défensives et il peut créer un rideau de fumée d'une longueur de 250 m à 400 m en fonction des conditions météo.
L'équipage est composé de 3 personnes, ils sont protégés par un système de filtration qui permet au véhicule d'opérer même après une attaque NRBC. Un fusil-mitrailleur RPKS-74 peut être monté sur le TZM-T pour l'autoprotection et les opérateurs emportent avec eux des armes légères en général le fusil d'assaut compact AKS-74U.

## Production en série
En 2009 la commande de l'État prévoyait la fourniture d'au moins deux unités TZM-T à l'unité militaire 91416 (860e bataillon de lance-flammes distinct). Le coût d'une unité de TZM-T pour 2009 était de 10 870 400 roubles.
En 2011, l'ordonnance de défense de l'État prévoit la fourniture aux troupes d'au moins trois unités TZM-T. 2 unités doivent être livrées au village Gorny (Zabaykalsky Krai) et 1 unité au village Razdolnoye (Primorsky Krai).
Le coût d'une unité de TZM-T en 2011 était de 10 725 120 roubles.

## Galerie

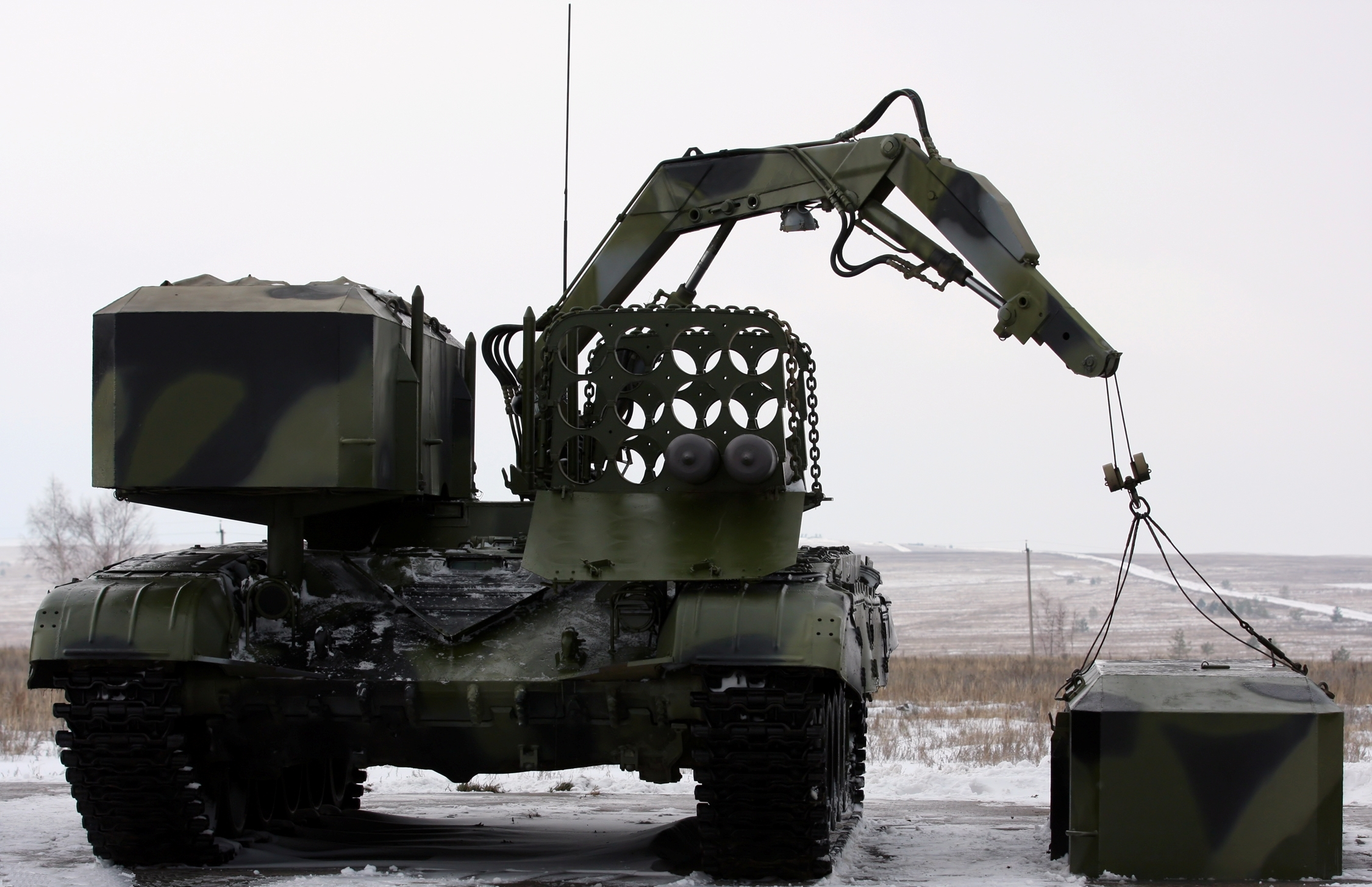
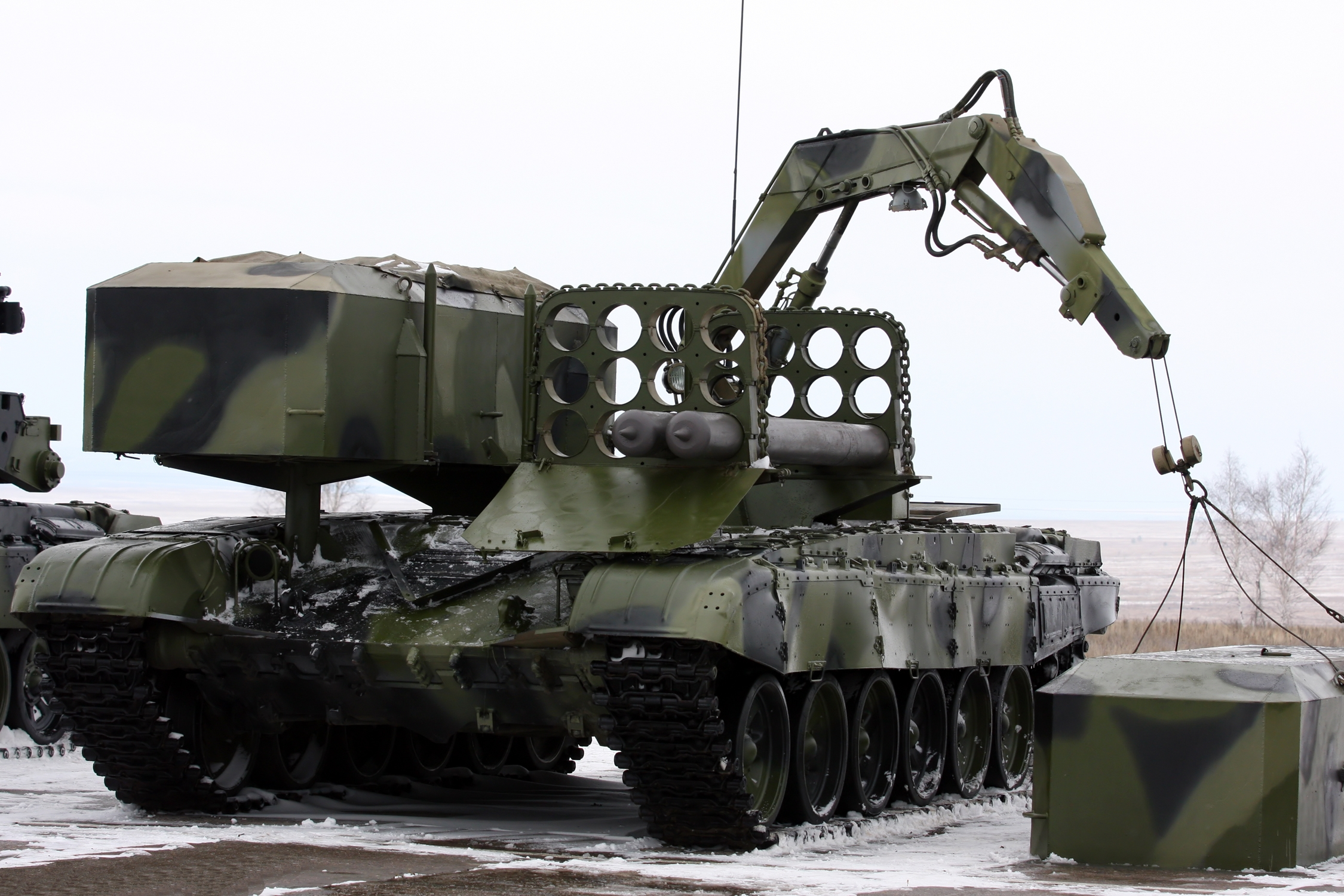
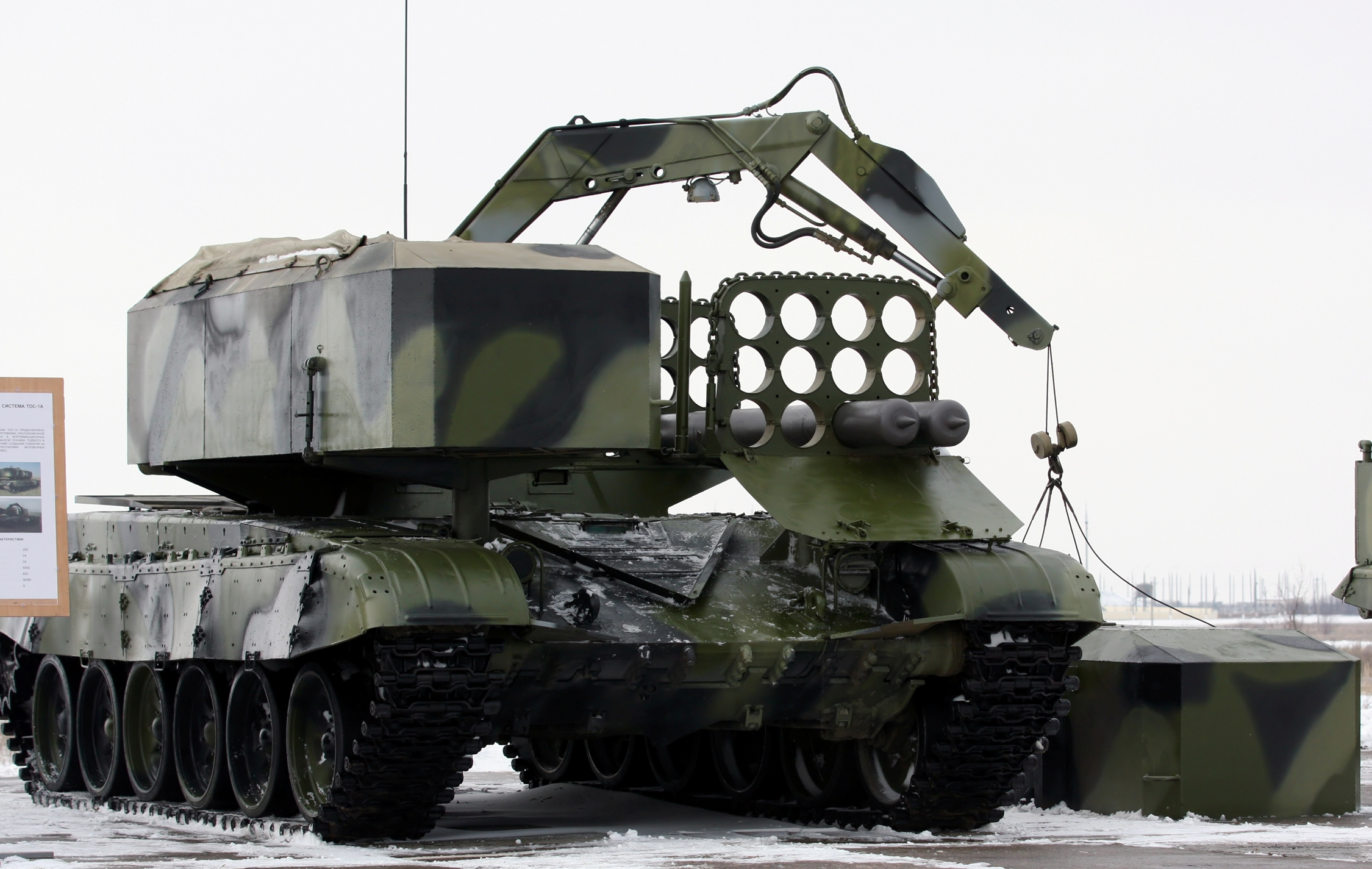
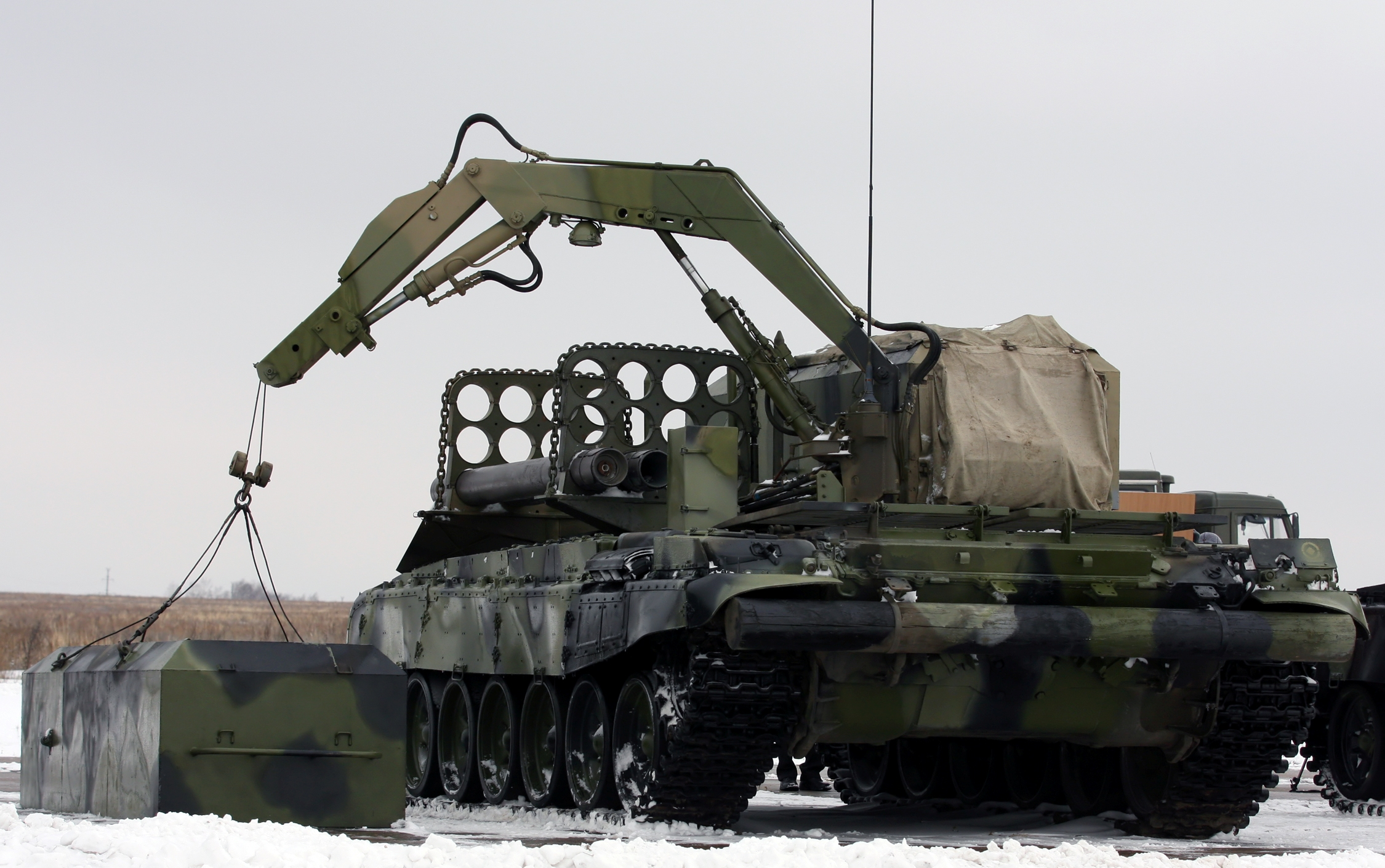
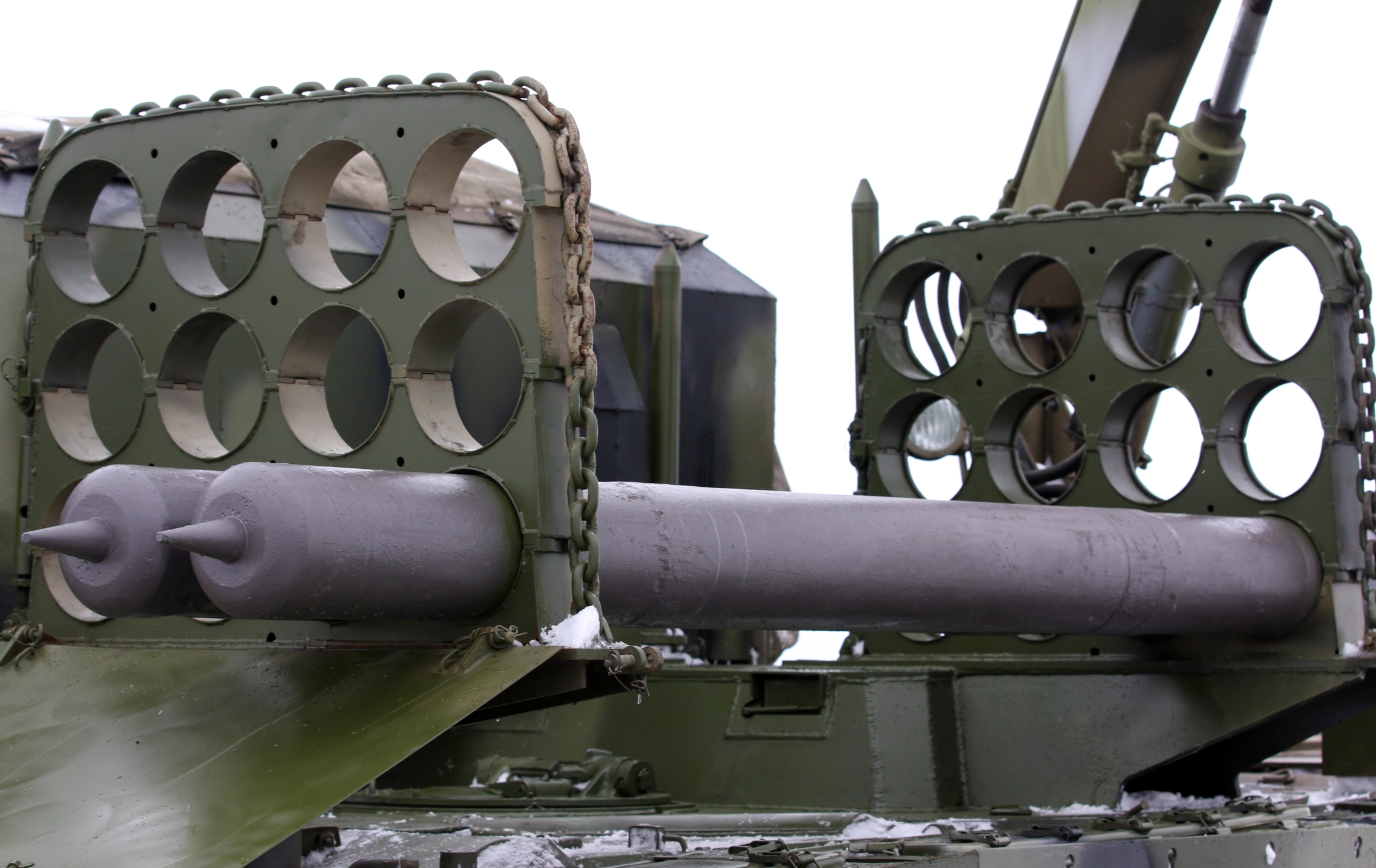
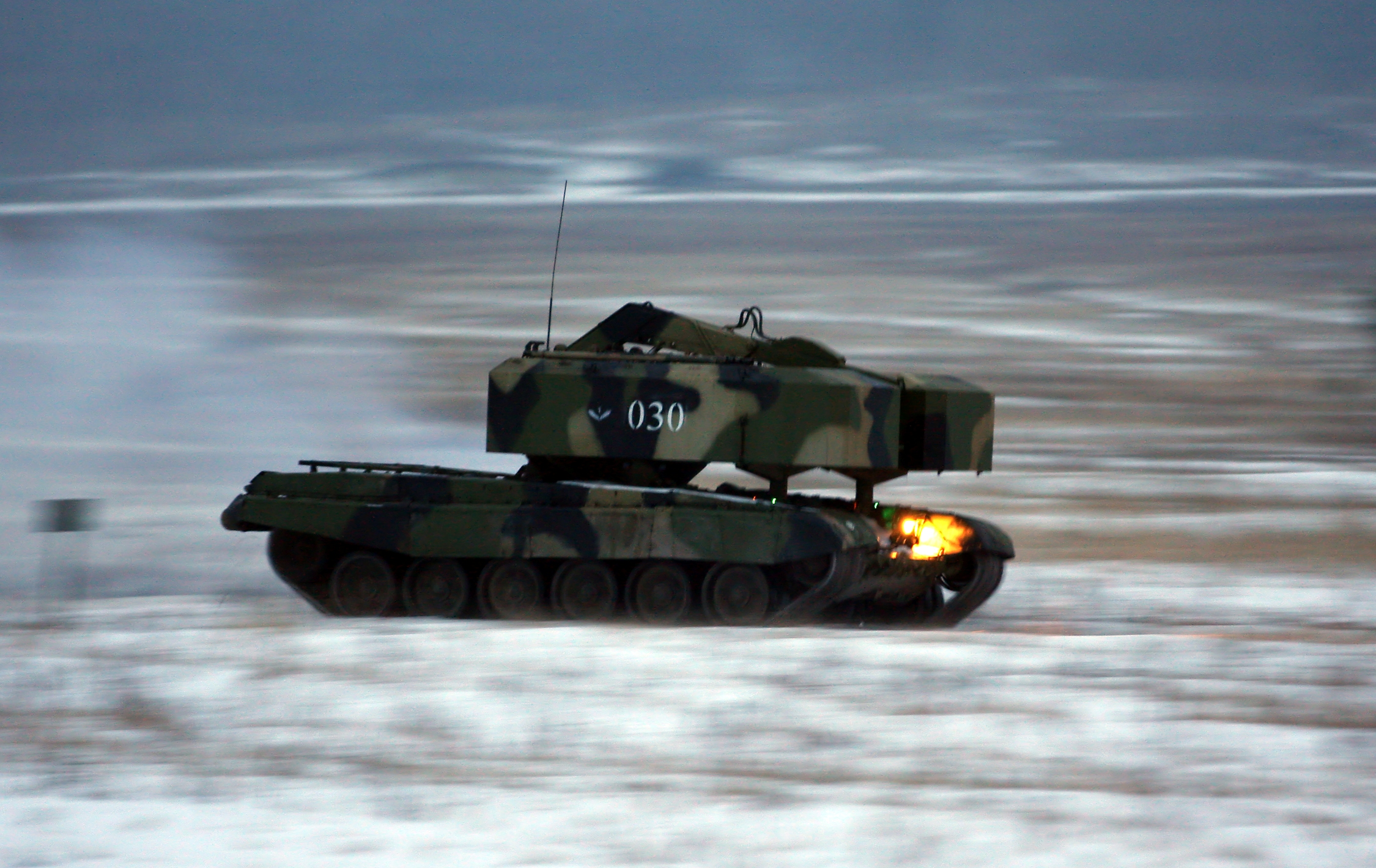

## Liens et références externes
- Vidéo de l'utilisation du TOS-2 et de l'impact des munitions sur le terrain
- https://www.military-today.com/artillery/tos2.htm.